# Homoneura crockeri
Homoneura crockeri är en tvåvingeart som beskrevs av Charles Howard Curran 1936. Homoneura crockeri ingår i släktet Homoneura och familjen lövflugor. Inga underarter finns listade i Catalogue of Life.